# 주급 자치구
주급 자치구(州級 自治區, County borough)는 영국의 옛 행정 구역이다. 그레이트브리튼 아일랜드 연합 왕국이던 시절인 1889년에 스코틀랜드 지역은 대상에서 제외한 채 도입된 행정 구역으로, 주의회의 관할 범위와는 별개로 존재하는 자치구나 도시를 가리키는 말이었다.
잉글랜드와 웨일스 지역에서는 1972년 지역 정부법을 통해 폐지되었으나 북아일랜드에서는 명예직인 주지사(Lord-Lieutenant)와 주장관(high sheriff)이 임명되는 식으로 아직도 남아 있다. 영국에서 독립해 나온 아일랜드 역시 2001년 지역 정부법 조항에 의해 '도시'(cities)라는 이름으로 바뀌기만 한 채 동일한 행정 구역 지위로 유지되고 있다. 웨일스의 경우에는 1994년 웨일스 지역 정부법을 통해 '주요 구역'(Principal area)'이라는 이름으로 부활했다.
스코틀랜드에는 주급 자치구가 설치된 적은 없었지만 시자치주(counties of cities)라는 이름의 행정구역이 이를 대신했다. 그러나 시자치주도 1975년 5월 16일을 기해 폐지되었다. 스코틀랜드의 주요 네 도시인 애버딘, 던디, 에딘버러, 글래스고가 모두 이쪽에 속했었다. 한편 스코틀랜드 행정구역 체계에는 시자치주와 더불어 대버러 (large burgh)라는 것도 있었는데 경찰, 교육, 소방을 제외한 모든 행정을 자치할 수 있도록 하는 행정 구역이었다.

## 같이 보기
- 버러 (borough)
- 특급 자치구 (Municipal borough) - 왕실 칙허로 지위를 부여받은 자치구
- 도시 자치구 (Metropolitan borough)
- 런던 자치구